# 손주환 (야구 선수)
손주환(2002년 1월 5일 ~ )은 KBO 리그 NC 다이노스의 투수이다.

## NC 다이노스시절
2024년에 입단하였다. 2024년 8월 1일 키움 히어로즈와의 경기에 출전하며 데뷔 첫 경기를 치렀고, 경기에서 ⅓이닝 무실점을 기록하였다.

## 출신 학교
- 영천초등학교
- 신정중학교
- 물금고등학교
- 동아대학교